# ناتیتینگو، بنین
ناتیتینگو (به فرانسوی: Natitingou) شهری در استان آتاکورا واقع در کشور بنین است که در سال ۱۹۹۲ میلادی ۵۷٬۱۵۳ نفر جمعیت داشته و جمعیت آن در سال ۲۰۰۵ میلادی به ۸۰٬۸۹۲ نفر رسیده‌است.